# Andreï Makine

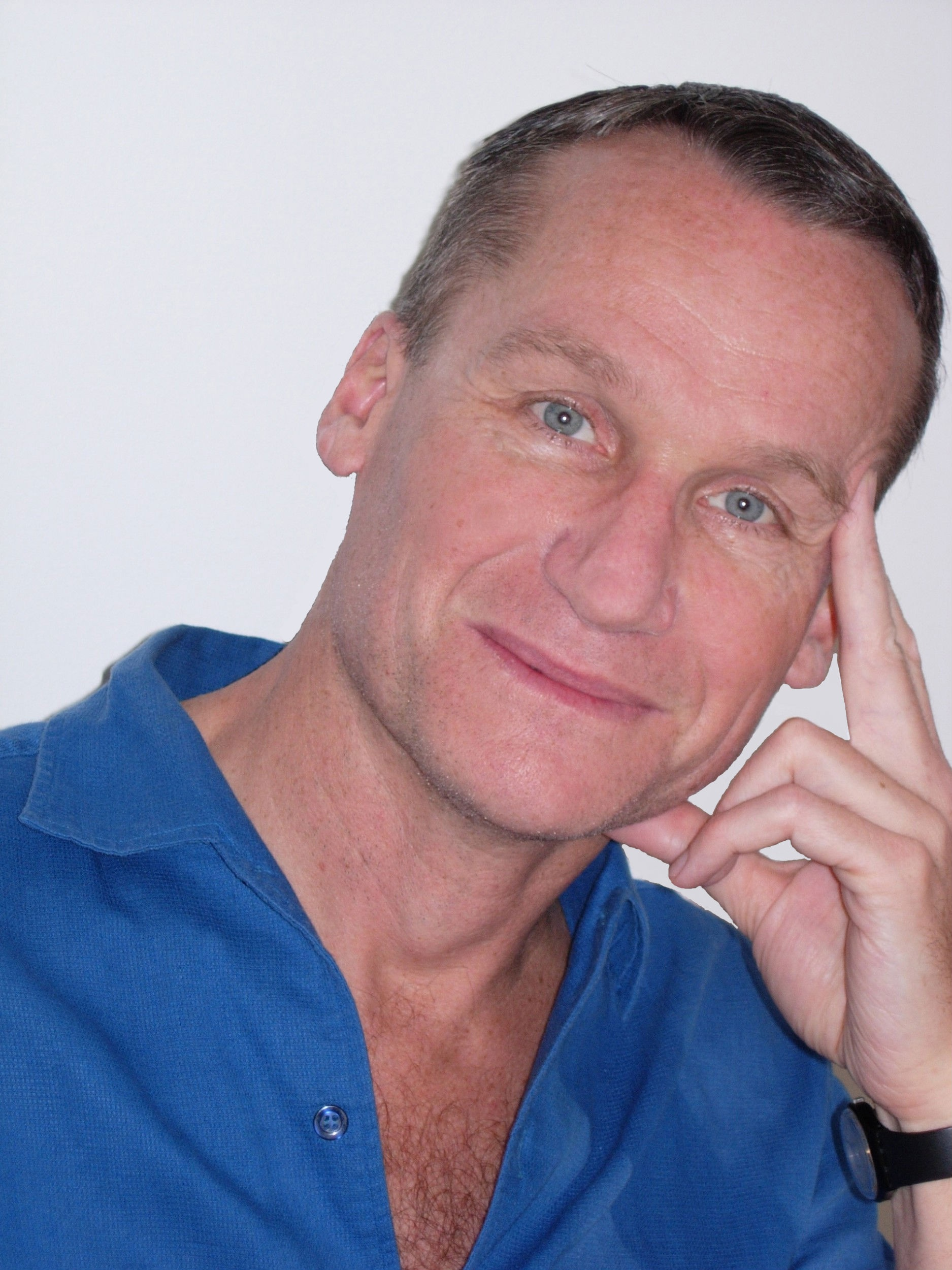
Andreï Makine (2013)

Andreï Makine (russisch Андрей Сергеевич Макин Andrei Sergejewitsch Makin; * 10. September 1957 in Krasnojarsk, RSFSR) ist ein französischer Schriftsteller. Seinen Durchbruch hatte er 1995 mit dem Roman Das französische Testament, für den er mit dem Prix Goncourt ausgezeichnet wurde. Er ist seit 2016 Mitglied der Académie française.

## Leben
Makine wuchs in der russischen Provinzstadt Pensa auf. Laut eigener Angabe ist er durch seine französische Großmutter seit seiner Kindheit mit der Kultur und Sprache Frankreichs vertraut. Allerdings behauptete Makine in späteren Interviews, er habe Französisch von einem Freund gelernt. Schon als Junge schrieb er Gedichte in Französisch und in seiner Muttersprache Russisch. Er studierte in Twer und Moskau Philologie und lehrte kurze Zeit Philosophie in Nowgorod.
1987 kam er im Rahmen eines Lehreraustauschprogramms nach Frankreich. Dort entschied er sich zu bleiben, erhielt politisches Asyl und entschloss sich, ein Leben als Schriftsteller in Frankreich zu führen; seitdem lebt er in Paris, anfangs in sehr ärmlichen Verhältnissen. Seine ersten in französischer Sprache verfassten Manuskripte – wie den Debütroman Tochter eines Helden (1990) – gab er als französische Übersetzungen aus dem Russischen aus, um die Skepsis des Verlags zu zerstreuen, dass ein erst seit kurzem in Frankreich lebender russischer Emigrant in einer zweiten Sprache schreiben kann.
Nach enttäuschenden Reaktionen auf seine beiden ersten Romane dauerte es acht Monate, einen Verlag für seinen Roman Das französische Testament zu finden, mit dem er 1995 auf einen Schlag berühmt wurde. Im selben Jahr erhielt er als erster Schriftsteller gleichzeitig die beiden renommiertesten Literaturpreise Frankreichs, den Prix Goncourt und den Prix Médicis. 1998 erhielt er den finnischen Eeva-Joenpelto-Preis und 2005 für sein Gesamtwerk den mit 15.000 Euro dotierten Literaturpreis der Stiftung Prinz Pierre von Monaco. Neben den Werken unter seinem eigenen Namen veröffentlichte er ab 2001 vier Romane unter dem Pseudonym Gabriel Osmonde, zu dem er sich 2011 bekannte. 2014 wurde er mit dem Prix mondial Cino Del Duca ausgezeichnet.
Am 3. März 2016 wurde Makine als Nachfolger der verstorbenen Assia Djebar auf den Fauteuil 5 in die Académie française gewählt.

## Auszeichnungen
- 1995: Prix Goncourt des lycéens für Das französische Testament
- 2014: Prix littéraire de l’armée de Terre – Erwan Bergot für Le pays du lieutenant Schreiber

## Werke
Romane
- La fille d'un héros de l'Union Soviétique (= Collection Folio, 2884). Gallimard, Paris 2012, ISBN 978-2-07-040097-3 (EA Paris 1990).
  - Deutsch: Tochter eines Helden. btb Verlag, München 2004, ISBN 978-3-442-72517-5 (EA Hamburg 2002, übersetzt von Holger Fock und Sabine Müller)
- Confession d'un porte-drapeau déchu (= Collection Folio, 2883). Gallimard, Paris 2003, ISBN 2-07-040114-6 (EA Paris 1992)
  - Deutsch: Bekenntnisse eines Fahnenträgers. btb Verlag, München 2007, ISBN 978-3-442-72518-2 (EA Hamburg 2005, übersetzt von Holger Fock und Sabine Müller)
- Au temps du fleuve Amour. Gallimard, Paris 1994.
  - Die Liebe am Fluß Amur. Goldmann, München 2001, ISBN 3-442-72890-8 (EA Hamburg 1998, übersetzt von Holger Fock und Sabine Müller)
  - Hörbuch: Die Liebe am Fluss Amur. Hoffmann & Campe, Hamburg 1998, ISBN 3-455-30135-5 (gelesen von Charles Brauer)
- Le Testament Français. Mercure de France, Paris 2000, ISBN 2-07-040187-1 (EA Paris 1995)
  - Hörbuch: Le Testament Français. Éditions Livraphone, Paris 2004 (gelesen von Guy Moign)
  - Deutsch: Das französische Testament. Diana-Verlag, München 1999, ISBN 3-453-15024-4 (EA Hamburg 1997, übersetzt von Holger Fock und Sabine Müller)
  - Hörbuch: Das französische Testament. Hoffmann & Campe, Hamburg 1999, ISBN 3-455-30145-2. (gelesen von Charles Brauer)
- Le Crime d'Olga Arbélina (= Collection Folio, 3366). Mercure de France, Paris 20007, ISBN 978-2-07-041167-2 (EA Paris 1998).
  - Deutsch: Das Verbrechen der Olga Arbelina. Goldmann, München 2000, ISBN 3-442-72519-4 (EA Hamburg 2000, übersetzt von Holger Fock und Sabine Müller)
- Requiem pour l'Est. Mercure de France, Paris 2001, ISBN 2-07-041808-1 (EA Paris 2000)
  - Deutsch: Russisches Requiem. Goldmann, München 2003, ISBN 3-442-72797-9 (EA Hamburg 2001, übersetzt von Holger Fock und Sabine Müller)
- La Musique d'une vie. Éditions du Seuil, Paris 2004, ISBN 2-02-048343-2 (EA Paris 2001)
  - Deutsch: Musik eines Lebens. 2. Auflage. Hoffmann & Campe, Hamburg 2003, ISBN 3-455-05146-4 (übersetzt von Holger Fock und Sabine Müller)
- La terre et le ciel de Jacques Dorme. 2. Auflage. Mercure de France, Paris 2004, ISBN 2-07-031649-1.
  - Deutsch: Himmel und Erde des Jacques Dorme. btb Verlag, München 2006, ISBN 978-3-442-73374-3 (EA Hamburg 2004, übersetzt von Holger Fock und Sabine Müller)
- La femme qui attendait. Éditions du Seuil, Paris 2005, ISBN 2-02-078746-6 (EA Paris 2004)
  - Hörbuch: La femme attendait. Éditions Livraphone, Paris 2005 (gelesen von Marc-Henri Brisse)
  - Deutsch: Die Frau vom Weißen Meer. Diana-Verlag, München 2009, ISBN 978-3-453-35268-1 (EA Hamburg 2007, übersetzt von Holger Fock und Sabine Müller).
- L'amour humain. Éditions du Seuil, Paris 2006, ISBN 978-2-02-088426-6.
- Le Monde selon Gabriel. Mystère de Noël. Éditions du Rocher, Monaco 2007, ISBN 978-2-268-06380-5.
- La Vie d'un homme inconnu. 2. Auflage. Éditions du Seuil, Paris 2009, ISBN 978-2-7578-0610-4 (EA Paris 2006).
- Le Livre des brèves amours éternelles. Éditions du Seuil, Paris 2011, ISBN 978-2-02-103365-6.
- Une femme aimée. Neuauflage. Éditions du Seuil, Paris 2013, ISBN 978-2-02-109551-7.
- Le pays du lieutenant Schreiber. Le roman d’une vie. Grasset, Paris 2014, ISBN 978-2-246-81037-7.
- L’Archipel d'une autre vie. Éditions du Seuil, Paris 2016, ISBN 978-2-02-132917-9.
- Au-déla des frontières. Grasset, Paris 2019, ISBN 978-2-246-81857-1.
- L’ami arménien. Grasset, Paris 2021, ISBN 978-2-246-82657-6.